# Serinus nigriceps
Il lucherino abissino (Serinus nigriceps Rüppell, 1840) è un uccello passeriforme della famiglia Fringillidae.

## Etimologia
Il nome scientifico della specie, nigriceps, deriva dall'unione delle parole latine niger, "nero", e ceps, "capo", col significato di "testa nera", in riferimento alla livrea di questi uccelli.

## Descrizione

Illustrazione di una coppia (maschio in alto) risalente al 1835.

### Dimensioni
Misura 11-12,5 cm di lunghezza, per un peso di 12,5-16 g.

### Aspetto
Si tratta di uccelletti dall'aspetto robusto, muniti di testa arrotondata, becco corto e conico, ali appuntite e coda dalla punta lievemente forcuta. Nel complesso, soprattutto i maschi somigliano ai lucherini dalla testa nera centro e sudamericani del genere Spinus, coi quali non possono tuttavia essere confusi perché abitano aree completamente differenti, oltre a possedere becco più corto e tozzo.
Il piumaggio presenta evidente dimorfismo sessuale: nei maschi, infatti, la livrea è dominata dai toni del giallo-verdastro, più chiaro e brillante su petto e ventre e più scuro e tendente all'olivastro sul dorso (ad eccezione del codione, giallo), mentre le ali e la coda sono nere, così come la testa (caratteristica dalla quale la specie ottenne il proprio nome scientifico), e il sottocoda è bianco. Nelle femmine, invece, il cappuccio nero è del tutto assente, ed anche la livrea (pur mantenendo il pigmento giallo) è meno brillante.

In ambedue i sessi il becco è nerastro, gli occhi sono di colore bruno scuro e le zampe sono di color carnicino-nerastro.

## Biologia
I lucherini abissini sono uccelletti dalle abitudini diurne, che vivono in coppie o in gruppetti e passano la maggior parte della giornata fra i cespugli e l'erba alta alla ricerca di cibo, facendo poi ritorno a posatoi elevati dove poter passare la notte in sicurezza.

### Alimentazione
La dieta di questi uccelli è perlopiù granivora, componendosi soprattutto di semi ancora immaturi di piante erbacee (come lo scacciadiavoli e il kosso): essi mangiano tuttavia anche bacche, frutti, germogli e infiorescenze, oltre che piccoli insetti e larve, sebbene piuttosto sporadicamente assumano cibo di origine animale.

### Riproduzione
La stagione riproduttiva va da maggio a giugno e da agosto a ottobre: si tratta di uccelli monogami.
La costruzione del nido (una coppa di materiale vegetale intrecciato posta alla biforcazione di un ramo d'albero o di un cespuglio) e la cova delle 3-4 uova sono a completo carico della femmina, mentre il maschio staziona di guardia nei pressi del nido e si occupa di sorvegliare i dintorni, scacciare eventuali intrusi e nutrire sé stesso e la compagna.

Dopo circa due settimane d'incubazione schiudono pulli ciechi ed implumi, che la femmina e il maschio si alternano a tenere al caldo e nutrire: i nidiacei s'involano fra le due e le tre settimane di vita, e possono dirsi completamente indipendenti dopo circa una quarantina di giorni dalla schiusa, quando si disperdono allontanandosi definitivamente dal nido.

## Distribuzione e habitat
Come intuibile dal nome comune, il lucherino abissino è endemico dell'Etiopia, dove occupa la porzione centrale e settentrionale dell'Acrocoro Etiopico, fino ai confini con l'Eritrea. Generalmente stanziale, in caso di inverno particolarmente rigido questo uccello può scendere di quota per sfuggire ai rigori della stagione fredda.
L'habitat di questi uccelli è rappresentato dalle aree montane erbose con presenza di macchie non eccessivamente fitte cespugliose (generalmente di erica arborea) o alberate.